# Et in Arcadia ego
Vous lisez un « article de qualité » labellisé en 2025.
Pour les articles homonymes, voir Et in Arcadia ego (homonymie).
Et in Arcadia ego (littéralement : « Même en Arcadie je [suis] ») est une locution latine qui forme le titre de plusieurs œuvres picturales, dans une tradition qui va du Guerchin et de Nicolas Poussin jusqu'au XXIe siècle. Au long de ces quatre siècles, cette expression a également servi de titre ou de sous-titre à de nombreux poèmes, romans et récits de voyage qui s'inscrivent dans une thématique du paradis perdu illustrée par Schiller, Goethe et Nietzsche.

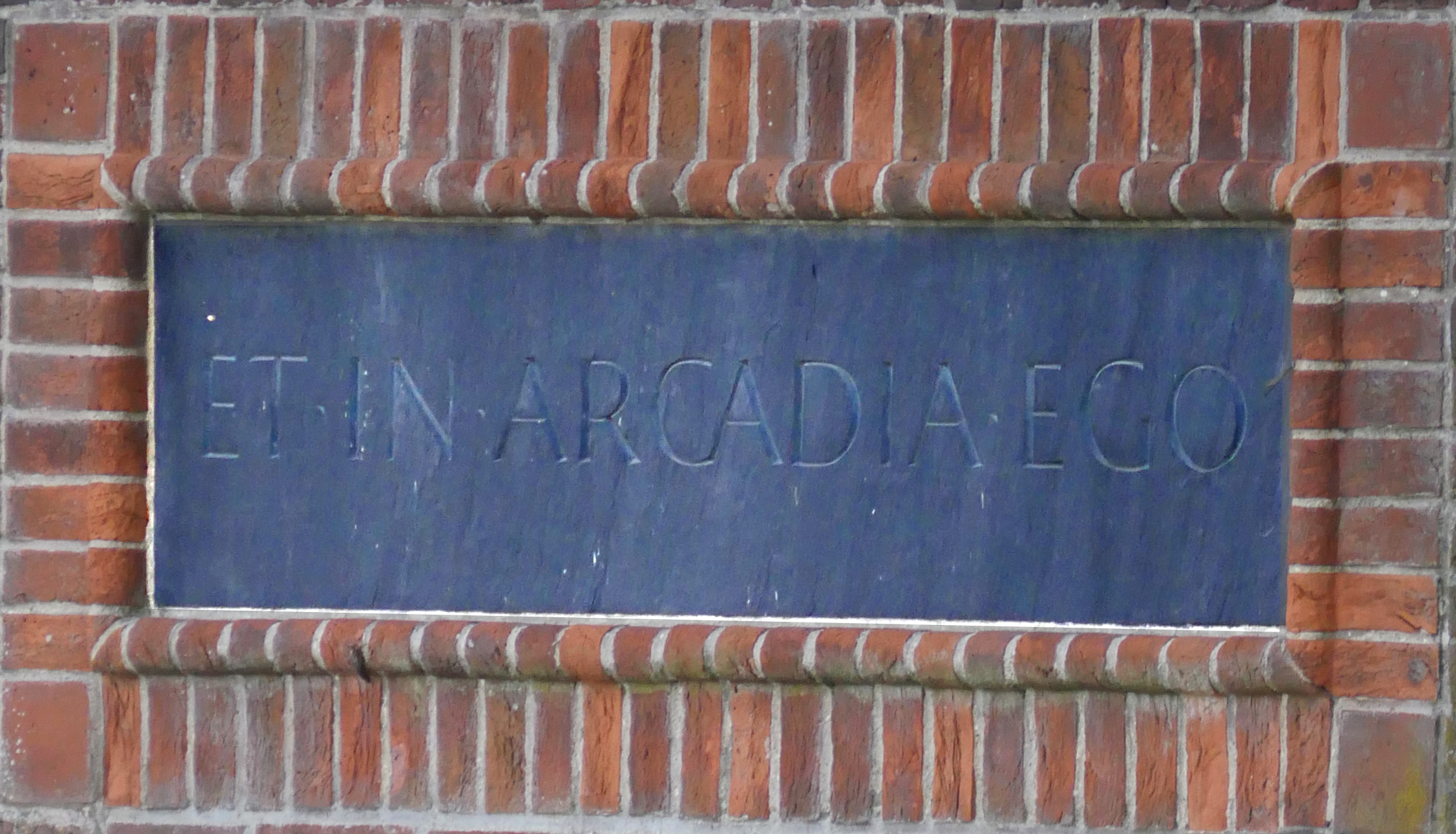
Ian Hamilton Finlay, Et in Arcadia ego (détail), La Haye, 1998.

En dépit des apparences, cet aphorisme ne trouve pas son origine dans la littérature grecque antique, et, s'il est rédigé en latin, il ne vient pas davantage de la Rome impériale : il est apparu au lendemain de la Renaissance, en Italie. Généralement comprise au sens de « La mort existe même en Arcadie », la formule incite d'abord à mener une existence conforme à la morale chrétienne. Elle s'est ensuite dépouillée de ses sous-entendus funèbres à mesure que l'esprit du temps inclinait vers l'hédonisme et la célébration de l'instant présent.
Il est en effet communément admis que cette formule, gravée dans la pierre des tombeaux, a valeur d'épitaphe. Mais, loin d'être univoque, puisqu'elle ne comporte pas de verbe et ne précise pas quel est cet ego qui s'adresse aux vivants, elle fait l'objet d'interprétations diverses.
De multiples hypothèses ont été émises par des philosophes, des critiques littéraires et des historiens de l'art, de Bellori à Félibien, de Diderot à Erwin Panofsky, d'Anthony Blunt à Jean-Louis Vieillard-Baron. Pour les uns, ego personnifie la mort et son message invite les vivants à prendre leurs distances avec la futilité des choses terrestres. Pour d'autres, ego se réfère au défunt qui repose dans le tombeau et son message suggère au contraire de jouir de la vie pendant qu'il en est encore temps, à moins que ce défunt ne soit l'artiste lui-même, en quête d'immortalité à travers son œuvre.

## Arcadia

### La mort en Arcadie

#### L'Arcadie heureuse

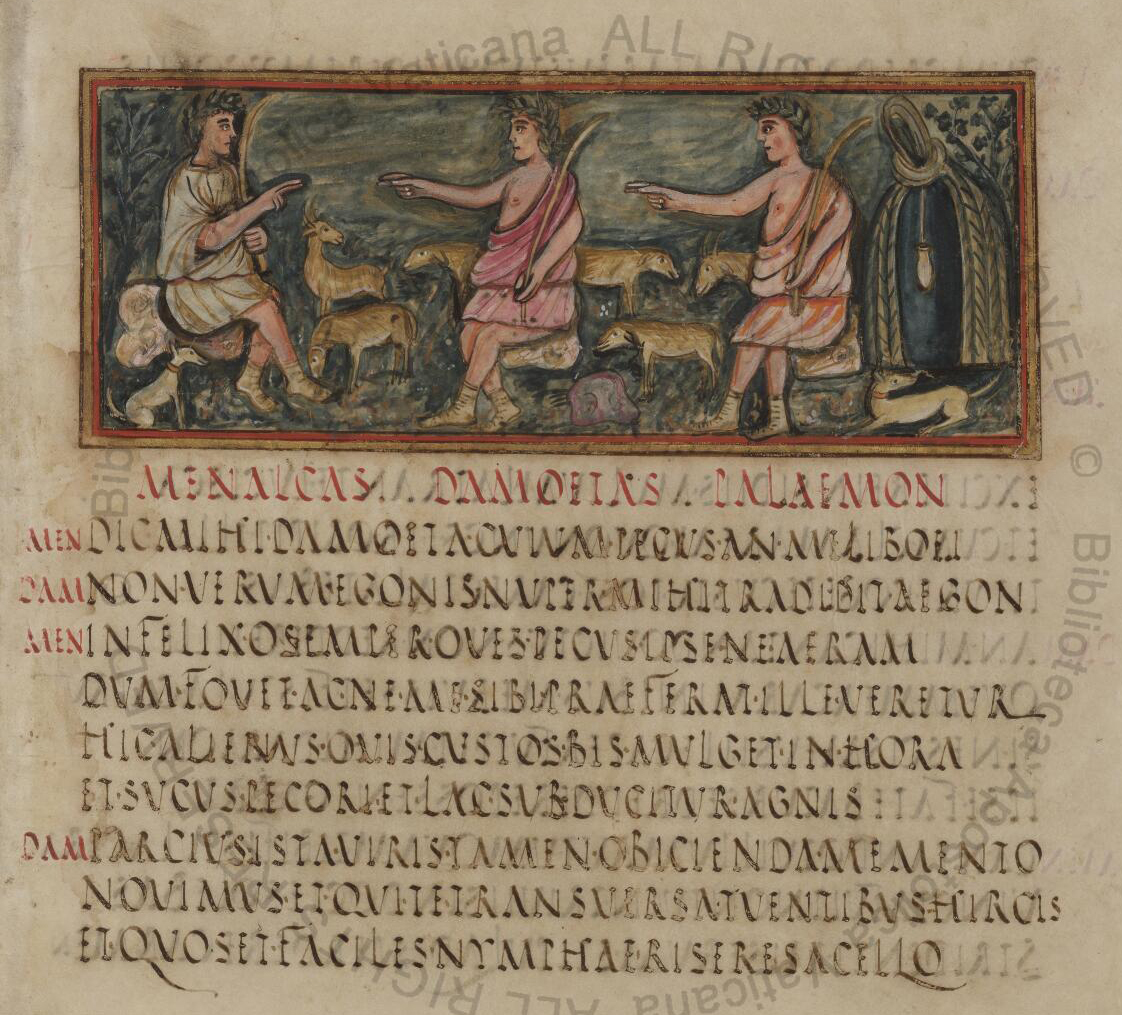
Les Bucoliques, Vergilius Romanus, Ve siècle.

Chantée par la poésie pastorale de la Rome antique, l'Arcadie (en grec : Ἀρκαδία, Arkadia) est un locus amoenus, un pays idyllique, irénique, où règne le bonheur dans une ambiance champêtre. Traduisant la vision symbolique d'un âge d'or révolu, elle est située dans un Péloponnèse idéalisé.
Il s'agit là d'une reconstruction a posteriori, inconnue d'auteurs grecs tels que Polybe, qui, lui-même natif de l'Arcadie « réelle », se contente d'en louer la simplicité rustique sans chercher à euphémiser ce que cette terre aride peut avoir d'ingrat pour ses habitants. Théocrite lui-même, autre Grec, se garde bien de choisir le Péloponnèse pour cadre de ses Idylles et lui préfère une Sicile plus ou moins embellie par l'imagination lyrique. Plus tard, les Fastes du Romain Ovide, tout en s'attardant sur les origines mythologiques de la primitive Arcadie vouée au dieu Pan, n'en retiendront guère que le caractère fruste.
La transposition de la Sicile de Théocrite en une Arcadie pastorale et utopique est due à Virgile et à lui seul, qui dans ses Bucoliques met en scène les chants amébées du pâtre Corydon et du chevrier Thyrsis. Mais Virgile fait plus que réunir l'austère Arcadie de Polybe et la luxuriante Sicile de Théocrite : il les métamorphose jusqu'à atteindre au mythe, il les transcende au plus loin possible de la réalité en créant une sensation d'étrangeté de par les noms grecs qu'il attribue à ses personnages, et, parallèlement, en suggérant une impression de familiarité de par les paysages romains qu'il décrit.

#### Daphnis ego in silvis
En littérature, la présence de la mort dans l'univers harmonieux de l'Arcadie apparaît pour la première fois chez Virgile avec Daphnis ego in silvis (littéralement : « Je [fus/étais] Daphnis dans les forêts »), dans la cinquième églogue des Bucoliques, où les bergers Ménalque et Mopsus pleurent la mort du pâtre Daphnis, disciple de Pan et fils du dieu Hermès, et réclament qu'un tertre soit élevé en sa mémoire pour accueillir un mausolée où devra figurer cette épitaphe, : 
« Et tumulum facite, et tumulo superaddite carmen 
 Daphnis ego in silvis, hinc usque ad sidera notus 
 Formosi pecoris custos formosior ipse »
— Virgile, Bucoliques, V, 42-44

« Élevez-lui un tombeau, et gravez-y ces vers :
« Je suis ce Daphnis connu dans les forêts et jusques aux astres,
berger d’un beau troupeau, moins beau que le berger ». »
— Traduction par Auguste Nisard (1868)

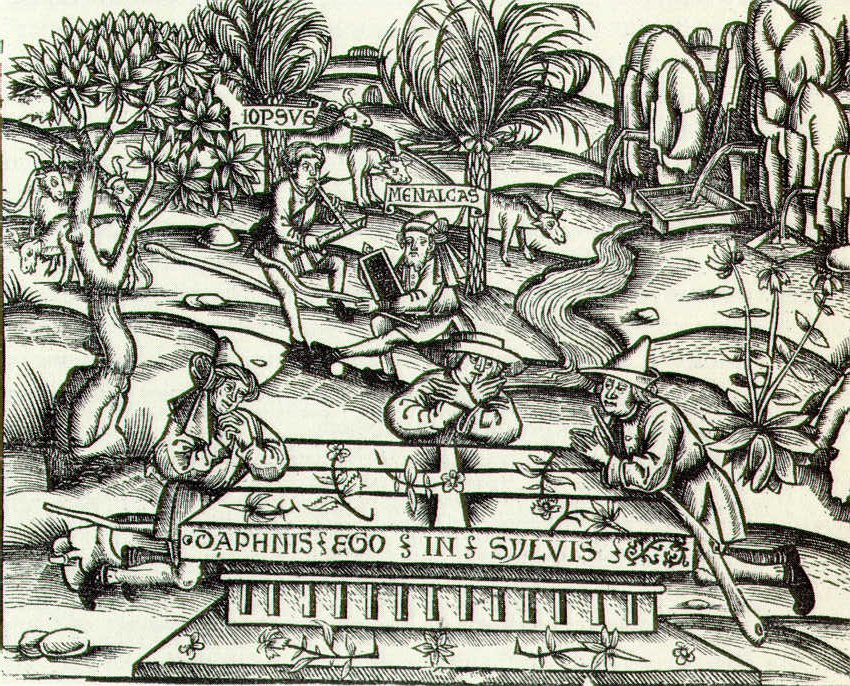
Daphnis ego in silvis, gravure de l'édition des Publii Virgilii Maronis Opera par Sébastien Brant, 1502.

C'est à partir de ce mémorial de Daphnis, déjà écrit à la première personne, que le thème de l'Arcadie va s'entremêler à celui de la mort ; il lui faudra toutefois attendre la fin d'une éclipse longue de plus d'un millénaire. Le Moyen Âge, en effet, se refuse à situer la félicité humaine dans un décor terrestre, fût-il celui d'un paradis perdu, et lui préfère l'absolu de l'au-delà.
D'abord réapparu à l'apogée du Quattrocento dans le cénacle néoplatonicien de Laurent le Magnifique, au point que la villa Médicis de Fiesole est perçue par ses habitués comme une matérialisation de l'Arcadie, refuge propice à la contemplation et à la sérénité créatrice, le thème de l'harmonie champêtre ne tarde pas à retrouver son statut d'idéal intemporel, : le topos se déploie à cette époque avec le roman pastoral composé entre 1483 et 1501 par le Napolitain Jacopo Sannazaro et intitulé L'Arcadie, publié à Venise en 1502. Cette œuvre connaît d'abord un retentissement considérable, avec ses quelque soixante-dix rééditions en Italie durant cette période, puis une importante postérité littéraire et artistique au cours des siècles suivants. 
Encore la résurgence de l'Arcadie virgilienne se décline-t-elle chez Sannazaro avec les accents mélancoliques d'un bonheur enfui, d'un royaume à jamais disparu qu'exaltent les thrènes et les rites funèbres, témoins d'un monde, écrit Erwin Panofsky, « où l'on prenait conscience, pour la première fois, que Pan était vraiment mort » – la « mort du grand Pan », annonce mystérieuse relatée par Plutarque et reprise par différents auteurs, dont Nietzsche dans La Naissance de la tragédie,.
En 1502, l'année même de la parution de L'Arcadie de Sannazaro, Sébastien Brant publie à Strasbourg une édition de Virgile où se trouve la première représentation connue d'un tombeau en Arcadie.

### Genèse de l'expression

#### Le pape et les deux peintres

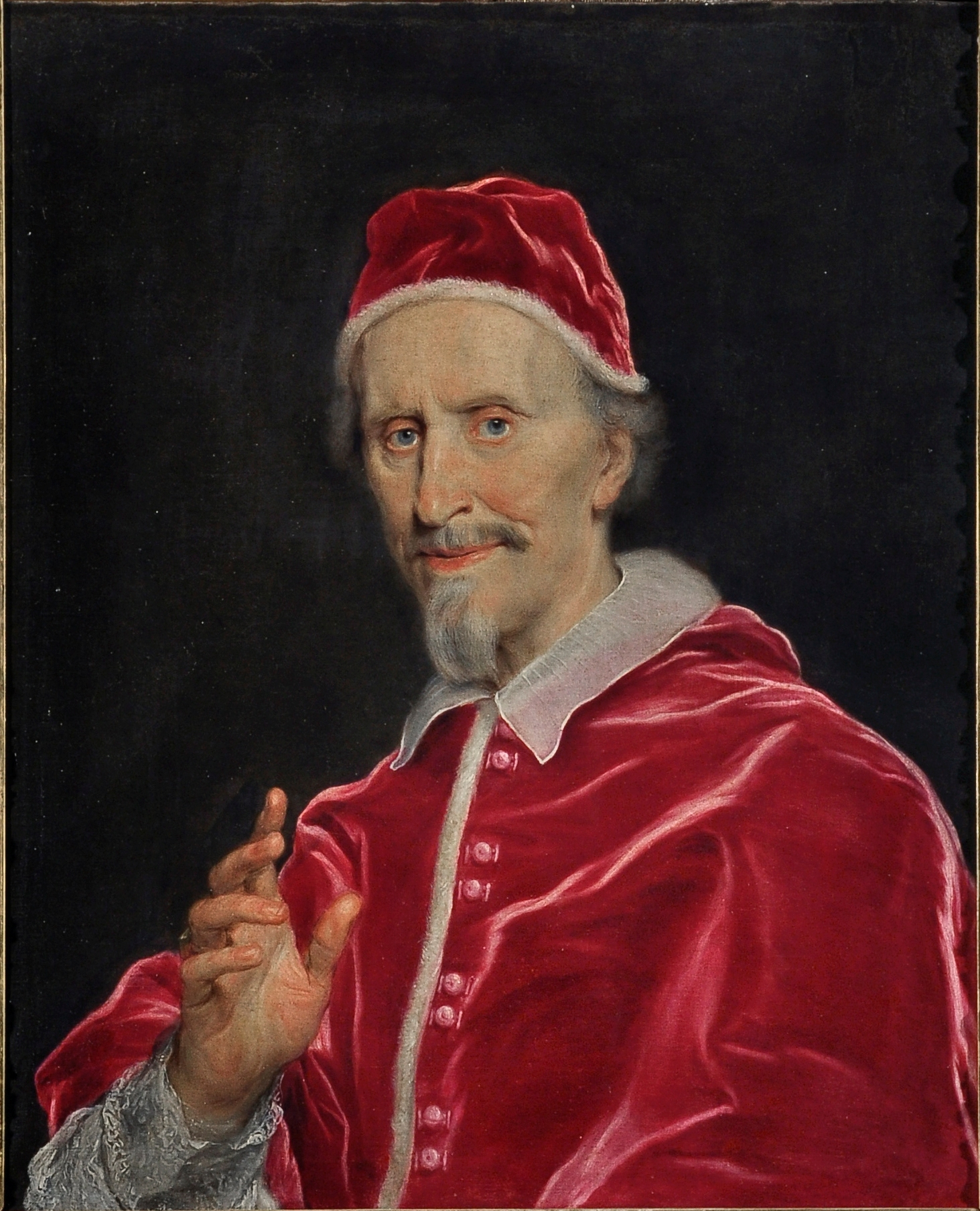
Clément IX par Baciccio.

Dans « Et in Arcadia ego : Poussin et la tradition élégiaque », dernière partie de L'Œuvre d’art et ses significations et « bible de l'iconologie », Panofsky a démontré que la formule signifie littéralement : « Même en Arcadie, moi [je suis] ». Cette traduction, ajoute-t-il, est la seule correcte d'un point de vue grammatical car la conjonction de coordination et (« même » en latin classique) ne peut s'appliquer qu'à in Arcadia : elle porte toujours sur le mot ou le groupe de mots qu'elle précède. Il s'ensuit, pour Panofsky, que ce « moi » ne peut représenter que la mort.
Or cette prosopopée où la Mort prend la parole ne provient pas, contrairement aux apparences, de la littérature antique,. L'aphorisme a vu le jour dans les milieux humanistes de la Renaissance et sans doute à Rome dans le cercle de la famille Barberini.
Il se peut même que son inventeur soit identifiable : s'appuyant notamment sur les Vite de' pittori, scultori e architetti moderni de Giovanni Pietro Bellori (1672), qui mettent en lumière les directives précises que Giulio Rospigliosi (1600-1669), futur pape Clément IX, donnait aux artistes dont il s'entourait, différents spécialistes, dont Panofsky et Louis Marin, estiment fort probable que ce prélat érudit et mécène, poète et auteur de livrets d'opéra, ait suggéré l'idée, voire la formule elle-même, à deux peintres auxquels il commandait volontiers des œuvres, : Le Guerchin, auteur de la première traduction picturale du Et in Arcadia ego en 1618, et Poussin, auteur de deux versions successives quelques années plus tard,,.

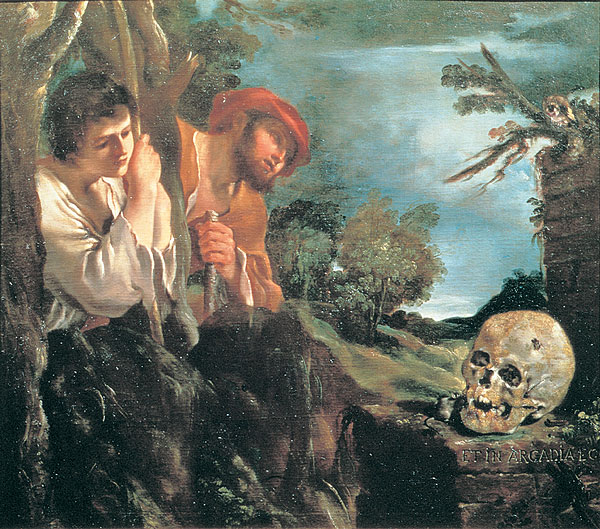
Le Guerchin, Et in Arcadia ego (1618), palais Barberini, Rome.

La toile du Guerchin est aujourd'hui conservée au palais Barberini, galerie nationale d'Art ancien (Rome) ; les deux versions de Poussin se trouvent, pour la première, à Chatsworth House (Derbyshire), dans la collection du duc de Devonshire, et, pour la seconde, au musée du Louvre depuis 1816, après avoir appartenu à Clément IX puis à Louis XIV, qui l'a gardée jusqu'à sa mort dans ses appartements privés du château de Versailles,.

#### Vanité des vanités
Les tableaux qui représentent cette allégorie appartiennent au genre de la peinture pastorale mais ils ont la particularité de comporter, au milieu des bergers heureux, divers symboles de la fuite du temps, de la mort et de la décomposition des corps, tel le crâne dans la toile du Guerchin. Ce rappel de la condition mortelle de l'homme constitue un memento mori (« souviens-toi que tu dois mourir »), une exhortation à rester conscient de la finitude humaine, cette signification étant soulignée par la présence d'éléments emblématiques comme des tombeaux, des cénotaphes, des stèles, des ruines, des urnes funéraires, des cyprès, et ce substrat théologique renvoie à la spiritualité de la Contre-Réforme.
C'est en effet durant cette période, au lendemain du concile de Trente, que l’Église catholique réaffirme ses dogmes et enjoint à ses fidèles de regarder la mort en face. Or l'art jésuite, caractéristique de la Contre-Réforme, a pour principe d’utiliser le visible pour élever les âmes jusqu’à l'invisible, le sensible pour offrir une voie d'accès au spirituel : les sépultures s'ornent alors de crânes sculptés qui ordonnent aux vivants de faire halte et de se poser la question de l'incertitude du lendemain qui hante les Exercices spirituels d'Ignace de Loyola.
L'intention apologétique transparaît dans la mise en scène du Guerchin : la promenade des deux bergers dans l'harmonieuse Arcadie est soudain interrompue par le spectacle d'un crâne décharné, posé sur un piédestal grossièrement taillé où le rejoignent une mouche et une souris, symboles du temps qui dévore toute chose,. Les mots Et in Arcadia ego, gravés sur le bloc de pierre, ne laissent guère de doutes sur le sens de ce message issu de la théologie morale. Au demeurant, ils semblent s'adresser moins aux deux bergers, placés en retrait, qu'au spectateur lui-même. Cette dimension religieuse domine également la première version de Poussin, avec sa composition verticale dont le sommet est formé, dans l'esprit des « vanités », par un crâne surmonté d'une croix.

#### Le peintre, l'écrivain et le roi

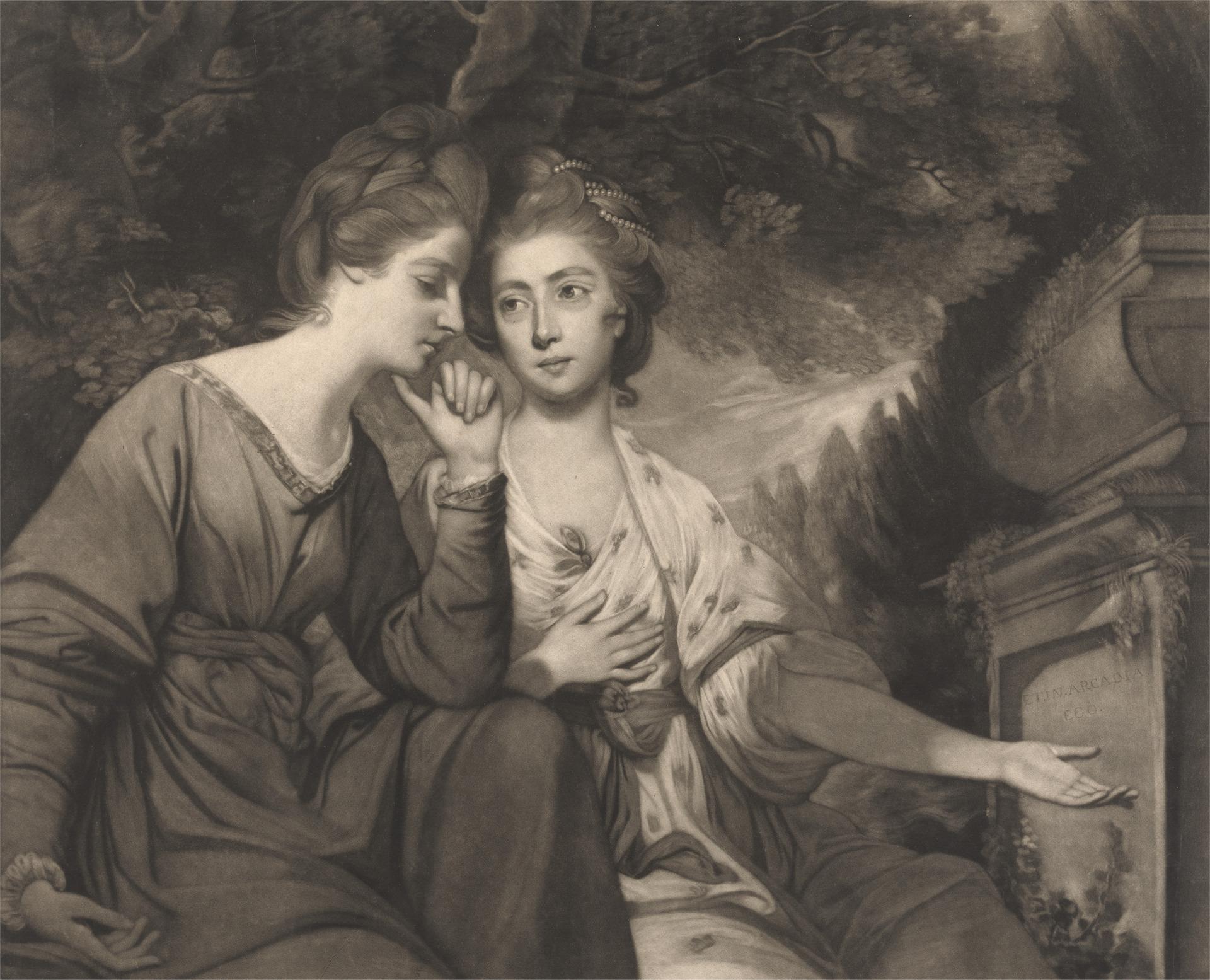
Mrs Bouverie and Mrs Crewe par Marchi, estampe à la manière noire (1770) d'après Reynolds.

Il se trouve que le peintre britannique Joshua Reynolds connaissait bien le tableau du Guerchin et qu'il en avait même effectué quelque 150 ans plus tard un relevé au crayon, ce qui permet de supposer qu'il s'en est inspiré pour son double portrait de Mrs Harriet Bouverie et de Mrs Frances Ann Crewe.
Panofsky rapporte à ce sujet l'anecdote suivante : lorsque, en 1769, Joshua Reynolds montre ce tableau à son ami Samuel Johnson, ce dernier s'étonne d'y voir l'une des deux femmes désigner une stèle funéraire portant l'épigraphe Et in Arcadia ego. Perplexe, Johnson s'exclame : 
« Qu'est-ce que cela signifie ? « Je suis en Arcadie » : cette phrase n'a, semble-t-il, aucun sens. »
Et Reynolds de répondre en citant George III :
« Le roi vous l'aurait expliqué ; il a vu hier mon tableau et a dit sans hésiter : « Oh, il y a une pierre tombale à l'arrière-plan ; mais oui, mais oui, la mort existe même en Arcadie ». »
Pourtant, ce que George III a compris d'une manière spontanée n'était déjà plus évident à son époque et l'est devenu moins encore par la suite.

## Et in Arcadia

### L'ellipse et l'énigme

#### Le silence du verbe

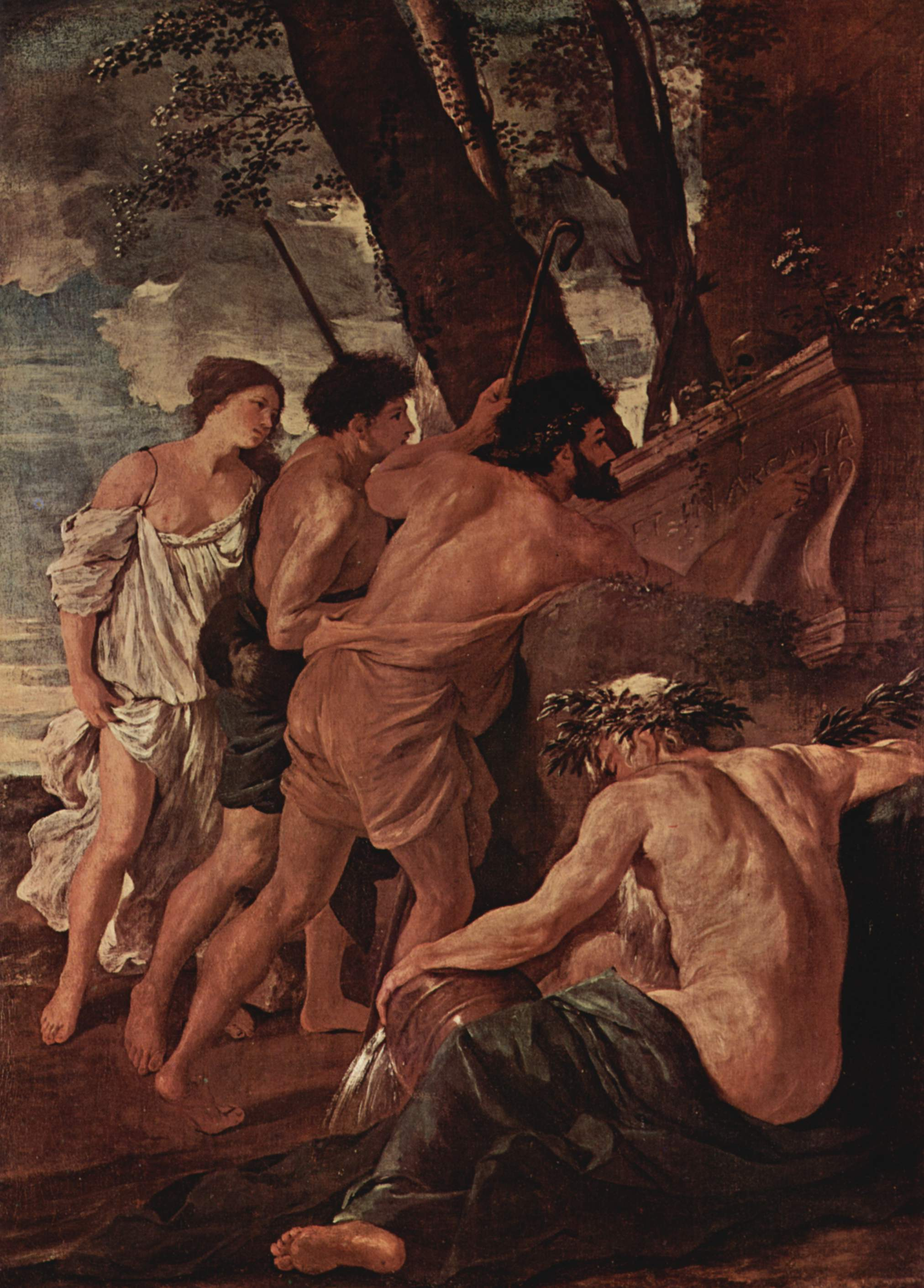
Poussin, Et in Arcadia ego, première version (1628), Chatsworth.

La phrase latine Et in Arcadia ego comporte une ellipse : il manque le verbe « être ». En outre, rien ne permet d'identifier le sujet, ego (« je », « moi »).
La question se pose de savoir à quel temps il faudrait conjuguer ce verbe « être » qui reste sous-entendu : le présent (« Même en Arcadie, je suis ») implique que c'est la Mort qui s'exprime, afin de mettre en garde contre l'insouciance, la frivolité, la recherche des plaisirs matériels, dans la tradition apologétique, et cette traduction correspond aussi bien au tableau du Guerchin qu'à la première version de Poussin, d'autant plus qu'une tête de mort figure dans ces deux toiles.
L'imprécision de la phrase a donné lieu à diverses théories, en particulier à propos de la seconde version du tableau de Poussin, Et in Arcadia ego/Les Bergers d'Arcadie, où le sarcophage occupe le centre de la scène et semble concentrer l'attention des personnages. Image la plus connue du thème arcadien, œuvre constamment étudiée, analysée, commentée, de Félibien à Anthony Blunt, d'Erwin Panofsky à Vladimir Nabokov, de Mario Praz aux philosophes Louis Marin et Jean-Louis Vieillard-Baron, interprétée et réinterprétée jusqu'à en devenir « surdéterminée », selon le mot de Thibaut Gress, cette seconde version présente un équivalent pictural des ambiguïtés contenues dans l'expression latine.
Les Vite de' pittori, scultori e architetti moderni de Bellori (1672) décrivent en ces termes la seconde version de Poussin :

« Un berger de l’heureuse Arcadie, un genou à terre, indique du doigt et lit l’inscription gravée sur le tombeau : Et in Arcadia ego, ce qui veut dire que, en Arcadie aussi, les tombeaux existent, et que la mort survient au milieu du bonheur. »

Quant à Félibien, il commente en 1685 :

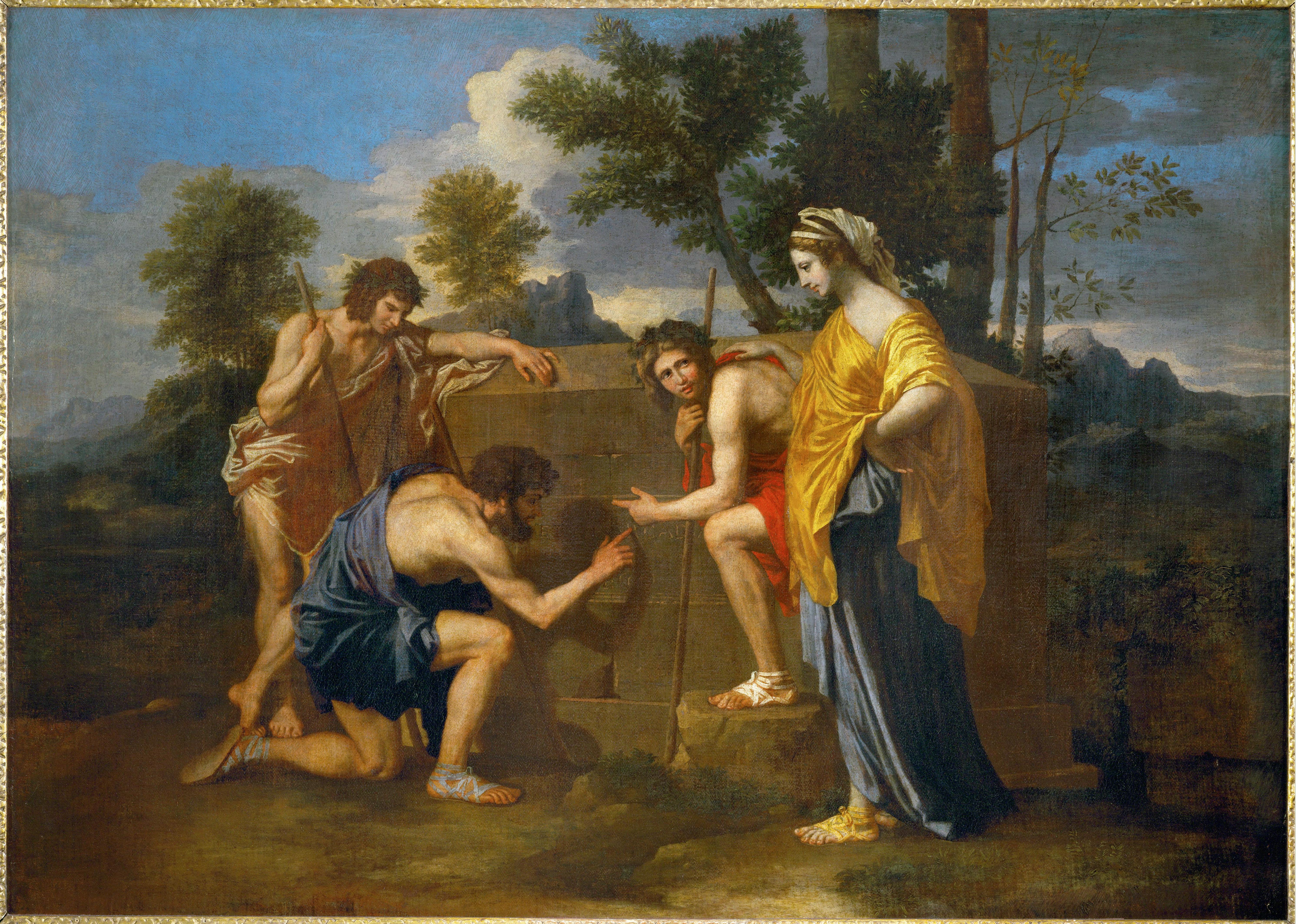
Poussin, Et in Arcadia ego/Les Bergers d'Arcadie, seconde version (1638), musée du Louvre.

« L’Arcadie est une contrée dont les poètes ont parlé comme d’un pays délicieux ; mais par cette inscription on a voulu marquer que celui qui est dans ce tombeau a vécu en Arcadie, et que la mort se rencontre parmi les plus grandes félicités. »

#### L'ambivalence du sujet
Et in Arcadia ego signifie que « la mort survient au milieu du bonheur », que « la mort se rencontre parmi les plus grandes félicités », certes, mais encore faudrait-il identifier cet ego qui interpelle ainsi les vivants : la Mort ou celui qui est inhumé dans le sépulcre. 
En d'autres termes, deux interprétations successives opposent les deux biographes de Poussin : celle de Bellori, « même en Arcadie, pays de délices, moi, la mort, je suis présente », qui rattache le tableau au memento mori, et celle de Félibien, dont la traduction « moi aussi, enseveli dans ce tombeau, j'ai vécu en Arcadie » va supplanter la première. Dominique Vaugeois résume le débat par cette formule : « Discours de la mort contre discours du mort, victoire du temps sur toute chose, ou victoire du souvenir individuel, de la mémoire humaine sur la mort ».
Si la seconde interprétation est retenue, cela suppose qu'il convient de traduire l'expression au passé (« Moi aussi, j’ai vécu en Arcadie ») et de considérer que c'est le défunt qui apostrophe les vivants à travers son épitaphe, comme il était d'usage sur les monuments funéraires de l'Antiquité. Cela suppose également de trahir la syntaxe latine en faisant porter le et sur ego et non pas sur in Arcadia.
Si le sens est « Moi aussi, j’ai vécu en Arcadie », l'inscription prend un tour plus mélancolique, plus élégiaque, dans cette évocation d'un bonheur enfui et semble convenir à la seconde version de Poussin, d'où a disparu la tête de mort. Aux yeux de Panofsky, les deux tableaux de Poussin se situent à la charnière entre deux mondes : la sensibilité du Moyen Âge pour la première version et celle du monde moderne pour la seconde.

### Dumemento moriaucarpe diem

#### L'évolution des sensibilités

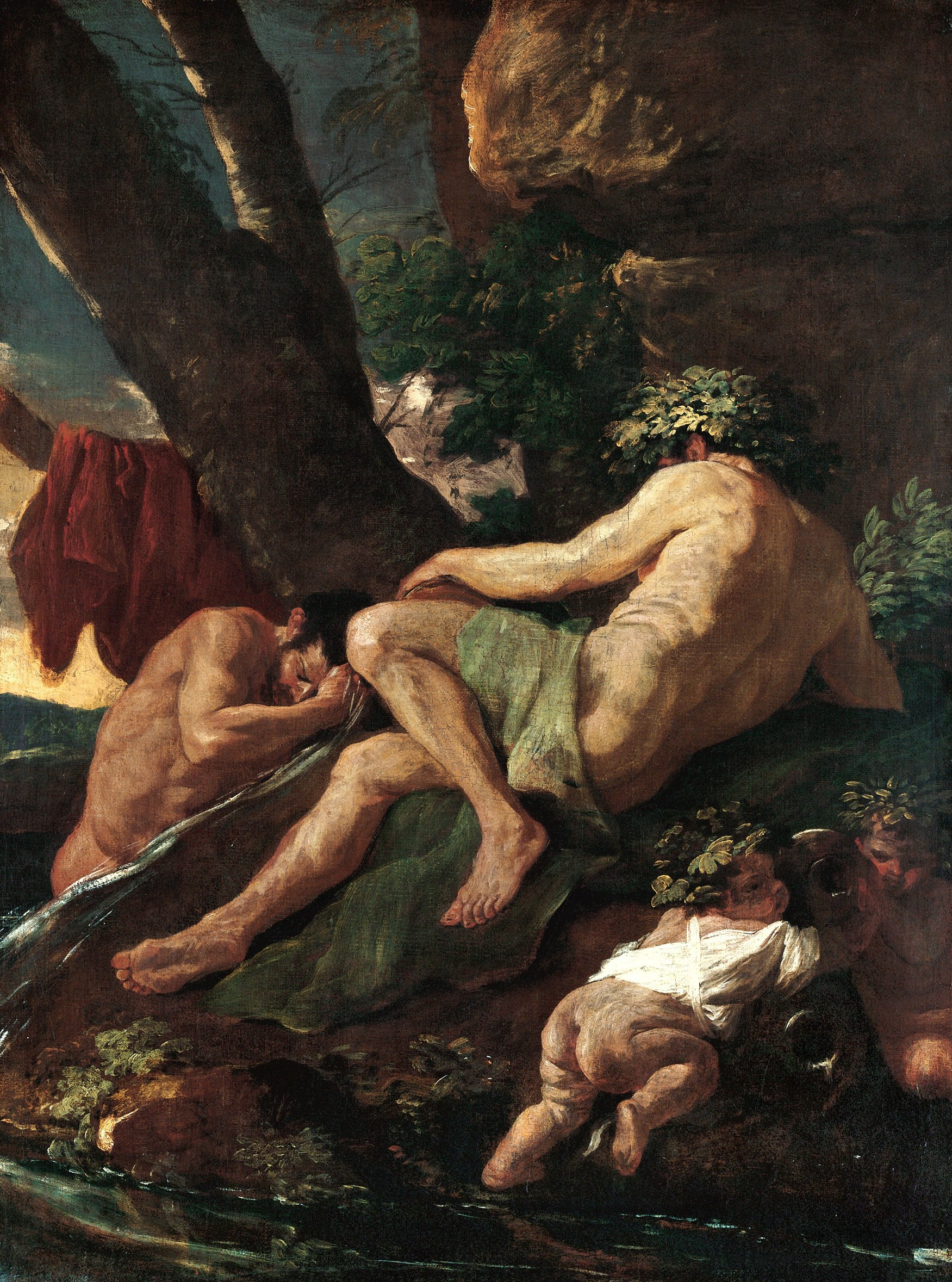
Midas se lavant dans le Pactole, Metropolitan Museum of Art.

La dette de Poussin envers Le Guerchin est manifeste dans sa première version. De son prédécesseur, il conserve dans cette première version l'élément de soudaineté, de surprise qui saisit les bergers, ainsi que la mise en garde sous-jacente. En ce sens, cette toile a pu passer pour un « tableau de dévotion » aux yeux de l'une de ses propriétaires, au XVIIe siècle, et trouver sa place dans un oratoire, comme l'a souligné Anthony Blunt. À l'inverse, s'y ajoute un personnage quelque peu incongru : le dieu fleuve Alphée, qui répand de l'eau au premier plan. La présence d'Alphée a été décryptée par Anthony Blunt, qui a fait observer que ce tableau, à l'origine, devait servir de pendant à une autre œuvre du même peintre, Midas se lavant dans le Pactole (1627), où figure en toute logique le dieu fleuve Pactole.
Il semble que cette première version s'efforce d'atténuer le topos funèbre, par exemple en dissimulant à demi le crâne humain au sommet du mausolée. Jean-Claude Berchet observe à cet égard que, « s'il conserve la valeur didactique de la scène, Poussin en tempère la violence ; il amorce ainsi la métamorphose ultérieure » que l'on remarque dans sa seconde version, où « la composition équilibrée, la sérénité des attitudes » se rattachent plutôt à la tradition littéraire du Daphnis ego in silvis de Virgile.
C'est cette seconde version qui marque un tournant décisif, non seulement dans l'œuvre de Poussin mais encore, mais surtout, dans l'histoire du thème arcadien en littérature comme dans les arts plastiques.
Au lieu d'un petit groupe de bergers brutalement confrontés à un crâne humain, quatre personnages sont disposés de part et d'autre d'un tombeau réduit à un simple bloc rectangulaire, bien éloigné de la maçonnerie irrégulière du Guerchin et dénué de tout ornement – et à plus forte raison d'une tête de mort. Ils semblent plongés dans une conversation paisible, dans des interrogations méditatives, comme s'ils s'entendaient à demi-mot, apaisés.
Une telle mise à distance, pour Jean-Claude Berchet, souligne « moins une brutale affirmation de la Mort, dans son intolérable présence, que son insertion harmonieuse dans le cycle de la vie » et se charge de significations nouvelles au gré de l'évolution des sensibilités. Le temps n'est plus où des détails macabres faisaient irruption dans les œuvres d'art comme pour offrir un écho aux inquiétudes de la Contre-Réforme : le classicisme romain, après la mort d'Urbain VIII en 1644, s'oriente vers une autre esthétique, toute de symétrie et de sobriété, où le Et in Arcadia ego de la seconde version de Poussin apparaît comme l'expression visuelle d'un Virgile christianisé,.

#### Ego fui in Arcadia
Quitte à offenser la grammaire latine, il est à plus d'un égard moins facile d'attribuer le Et in Arcadia ego à la tombe elle-même qu'à celui qui y repose, comme pour la plupart des épitaphes, à commencer par le pâtre Daphnis de Virgile et la bergère Phyllis de Sannazaro, sur fond de réminiscences des Odes d'Horace.
« Moi aussi, je fus berger en Arcadie » et non plus « Même en Arcadie, moi, la Mort, j'existe » : c'est à ce contresens volontaire qu'invite la seconde version de Poussin, et l'exceptionnelle renommée de ce tableau, tout comme la fascination qu'il exerce, y compris à travers les erreurs d'interprétation de ses contemporains, induisent à partir du XVIIIe siècle un glissement sémantique dans la perception littéraire du mythe arcadien,,,.
Dans ses Réflexions critiques sur la poésie et sur la peinture (1719), l'abbé Dubos traduit le et par un « cependant », ce qui l'autorise à écrire : « Je vivais cependant en Arcadie », tout comme le paysagiste britannique Richard Wilson intitule Ego fui in Arcadia (« Je fus en Arcadie ») sa vision de deux bergers contemplant un mausolée en ruine dans le tableau qu'il peint à Rome en 1755.
En témoigne aussi bien le « Je vivais aussi dans la délicieuse Arcadie » de Diderot (1758) : 

« Il y a un paysage du Poussin où l’on voit de jeunes bergères qui dansent au son du chalumeau ; et à l’écart un tombeau avec cette inscription : Je vivais aussi dans la délicieuse Arcadie. Le prestige de style dont il s’agit tient quelquefois à un mot qui détourne ma vue du sujet principal, et qui me montre de côté, comme dans le paysage du Poussin, l’espace, le temps, la vie, la mort, ou quelque autre idée grande et mélancolique, jetée tout au travers des images de la gaieté. »

De même, l'abbé Delille (1782) : 

« Imitez le Poussin : aux fêtes bocagères 
 Il nous peint les bergers et les jeunes bergères,
 Les bras entrelacés, dansant sous les ormeaux,
 Et près d'eux une tombe où sont écrits ces mots :
 Et moi aussi je fus pasteur dans l'Arcadie.
 Le tableau des plaisirs, du néant de la vie,
 Semble dire : « Mortels, hâtez-vous de jouir ;
 Jeux, danses et bergers, tout va s'évanouir ». »

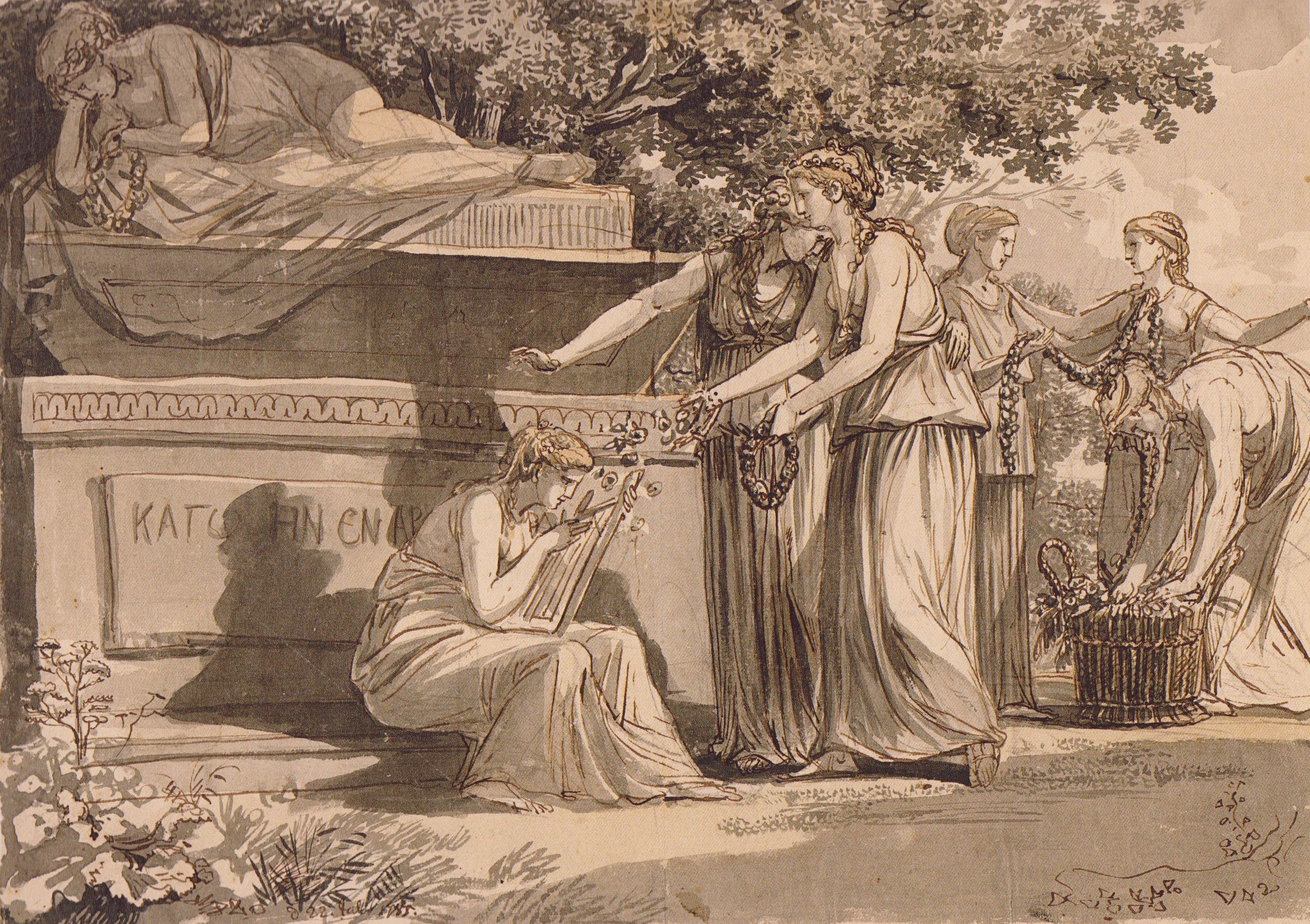
Johann Christian Reinhart, Les Bergers d'Arcadie, 1785.

En d'autres termes, la génération des Lumières, de même qu'elle redécouvre la nature, voit dans la mort une occasion de célébrer la vie : on passe de l'omniprésence de la mort à la nécessité de profiter pleinement de l'instant présent, du memento mori au carpe diem, de l'angoisse devant l'éphémère à un épicurisme fortement teinté d'hédonisme.
Il n'est d'ailleurs pas impossible que cette évolution soit en réalité un retour aux sources car les symboles funèbres, dans l'Antiquité égyptienne et gréco-romaine, servaient initialement de décor sur des objets quotidiens comme des gobelets ou des meubles et se voulaient une invitation à savourer les plaisirs de la vita brevis, la « vie brève », avant d'apparaître sur les mausolées, le passage au memento mori en Occident étant dû à l'influence de la littérature patristique sur la spiritualité médiévale.

#### L'exception anglaise

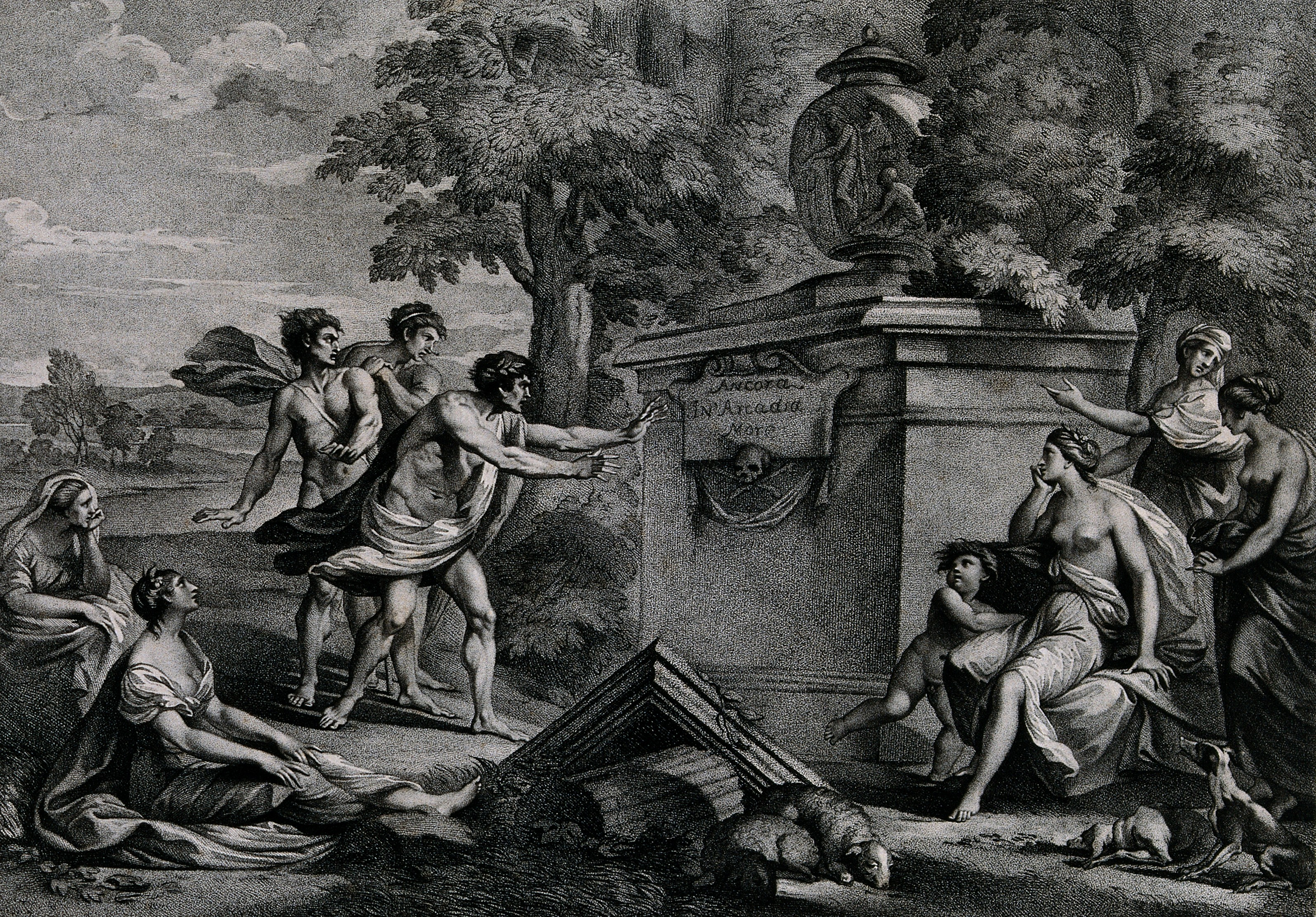
Gravure d'après Giovanni Battista Cipriani, Bergers d'Arcadie.

Si le Et in Arcadia ego adopte à partir du XVIIIe siècle les tonalités virgiliennes de la seconde version de Poussin, cette évolution ne fait pas pour autant l'unanimité en Europe.
Pour Panofsky, l'interprétation de Joshua Reynolds et de George III n'est que l'exemple d'une sorte d'exception britannique, à l'instar des Bergers d'Arcadie de Giovanni Battista Cipriani, peintre d'origine florentine surtout actif en Angleterre : sur le tombeau, la tête de mort est surmontée d'un cartouche portant l'inscription Ancora in Arcadia morte (« Même en Arcadie, la mort existe »), traduction exacte, en italien, du memento mori traditionnel. De même, Charles Ryder, le narrateur du roman Retour à Brideshead d'Evelyn Waugh (1945), se complaît à exhiber sur le bureau de sa chambre d'étudiant à l'université d'Oxford un crâne humain arborant l'épigraphe Et in Arcadia ego.

## Ego

### Le voyage en Arcadie

#### Auch ich war in Arkadien

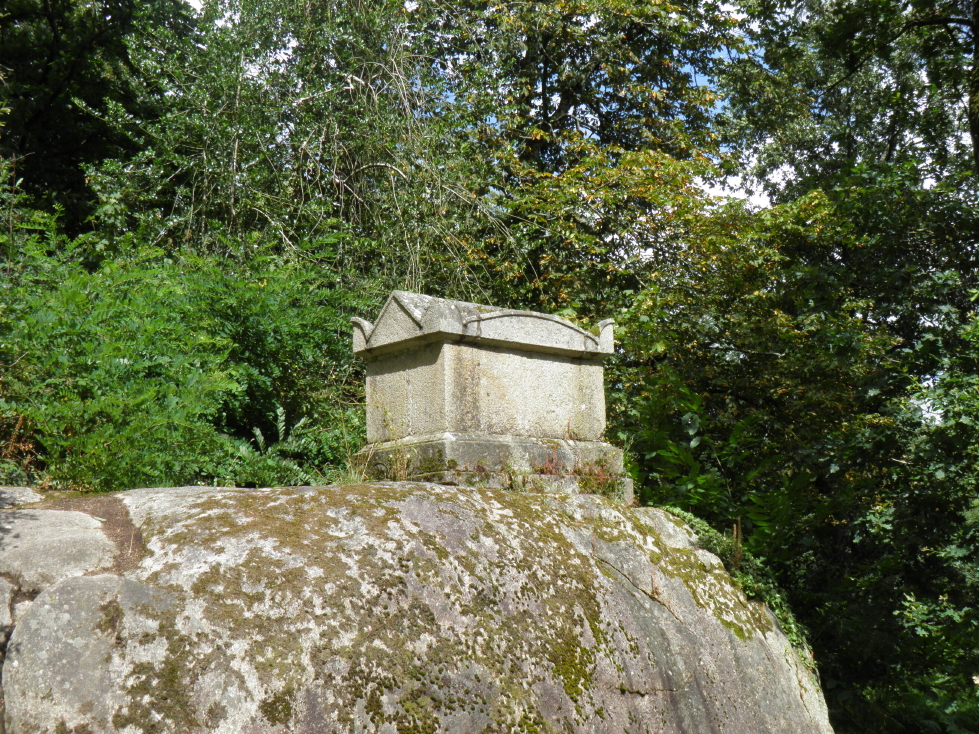
Le Tombeau à l'antique de La Garenne-Lemot qu'a vu Flaubert.

Sur le continent, la signification originelle de « la mort qui existe même en Arcadie » s'est diluée dans l'atmosphère élégiaque de Ego Daphnis in silvis. En France, Flaubert, se promenant au cours des années 1840 dans le parc à fabriques de La Garenne-Lemot, en Vendée, y aperçoit « une pierre taillée en forme de tombe ». Il s'agit d'une œuvre de l'architecte Mathurin Crucy datant de 1806 et inspirée de la seconde version de Poussin. Flaubert est surpris d'y voir gravés les mots Et in Arcadia ego, qu'il ne comprend pas et qualifie de « non-sens dont [il n'a] pu découvrir l'intention ».
En Allemagne, la première apparition du thème semble se situer dans le Winterreise (« Voyage d'hiver ») de Johann Georg Jacobi (1769), dont le narrateur se réfère au Daphnis ego in silvis lorsqu'il écrit : 

« Chaque fois que, dans un beau paysage, je rencontre une tombe portant l'inscription Auch ich war in Arkadien (« Moi aussi, j'ai vécu en Arcadie »), je la désigne à mes amis ; faisant halte un instant, nous pressons mutuellement nos mains, puis nous poursuivons notre route. »

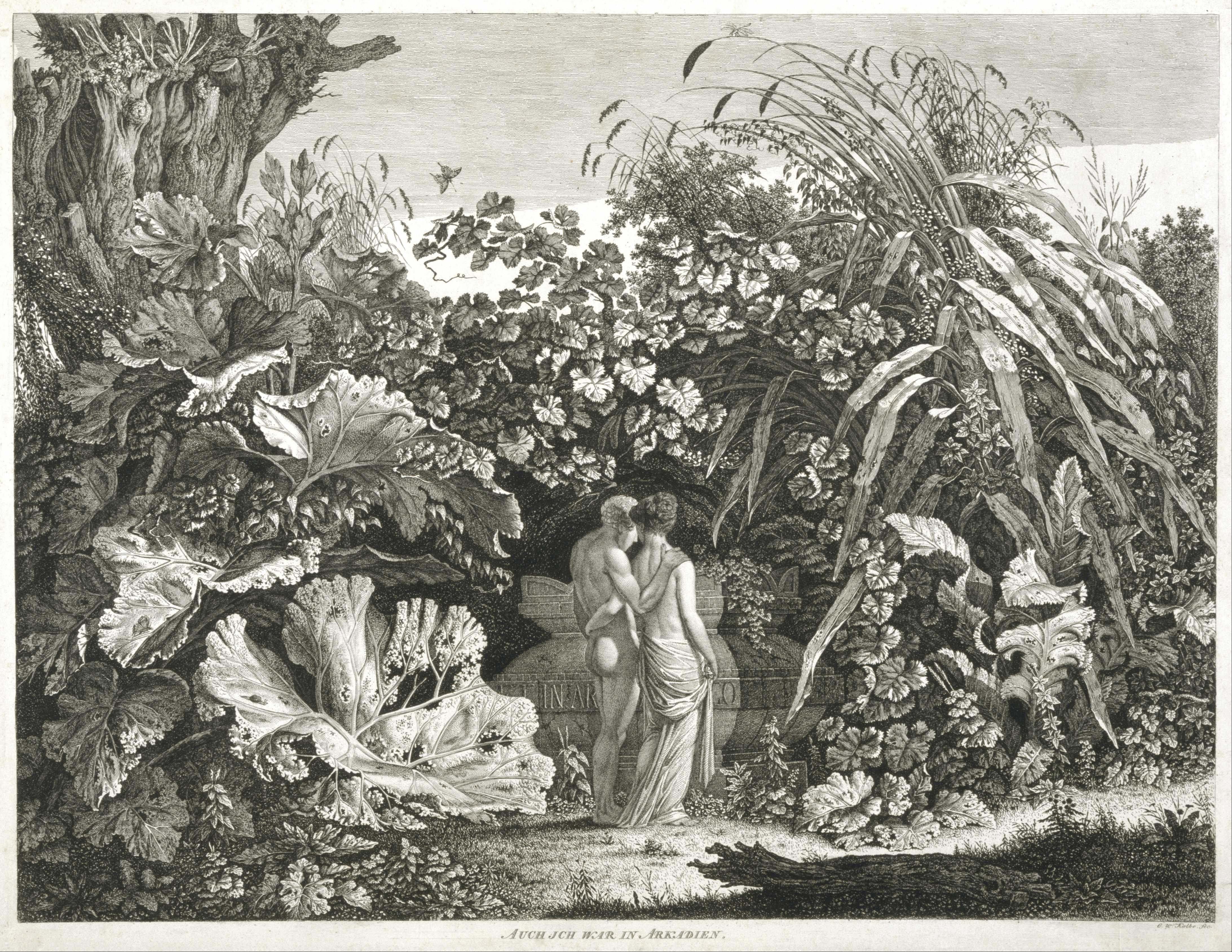
Estampe de Kolbe l'Ancien, Et in Arcadia ego, 1801.

L'estampe de Carl Wilhelm Kolbe l'Ancien met en scène deux amoureux flânant au milieu d'une végétation aussi exubérante que fantaisiste, et, si le titre Et in Arcadia ego semble faire écho au memento mori, sa légende indique Auch ich war in Arkadien.
Les exemples abondent dans la littérature du classicisme de Weimar et du premier romantisme allemand, parfois au prix de diverses variantes, dont le poème de Schiller Resignation (1787) qui commence par les mots Auch ich war in Arkadien geboren (« Moi aussi, je suis né en Arcadie »), celui de Novalis An Herrn August Wilhelm Schlegel (1797) qui s'ouvre sur la même phrase, ou encore le récit d'Eichendorff intitulé Auch ich war in Arkadien (1834-1838), sans oublier la remarque de Herder, qui voit dans le Auch ich war in Arkadien l'épitaphe de tous les vivants de la Création, ni la deuxième partie du Chat Murr de Hoffmann (1819-1821) intitulée « Expériences de l'adolescent. Moi aussi, je fus en Arcadie », ni le voyage esthétisant qu'accomplit plus tard Winckelmann et que Walter Pater résuma par la formule : Et ego in Arcadia fui.

#### Auch ich in Arkadien!

Tischbein, Goethe dans la campagne romaine.

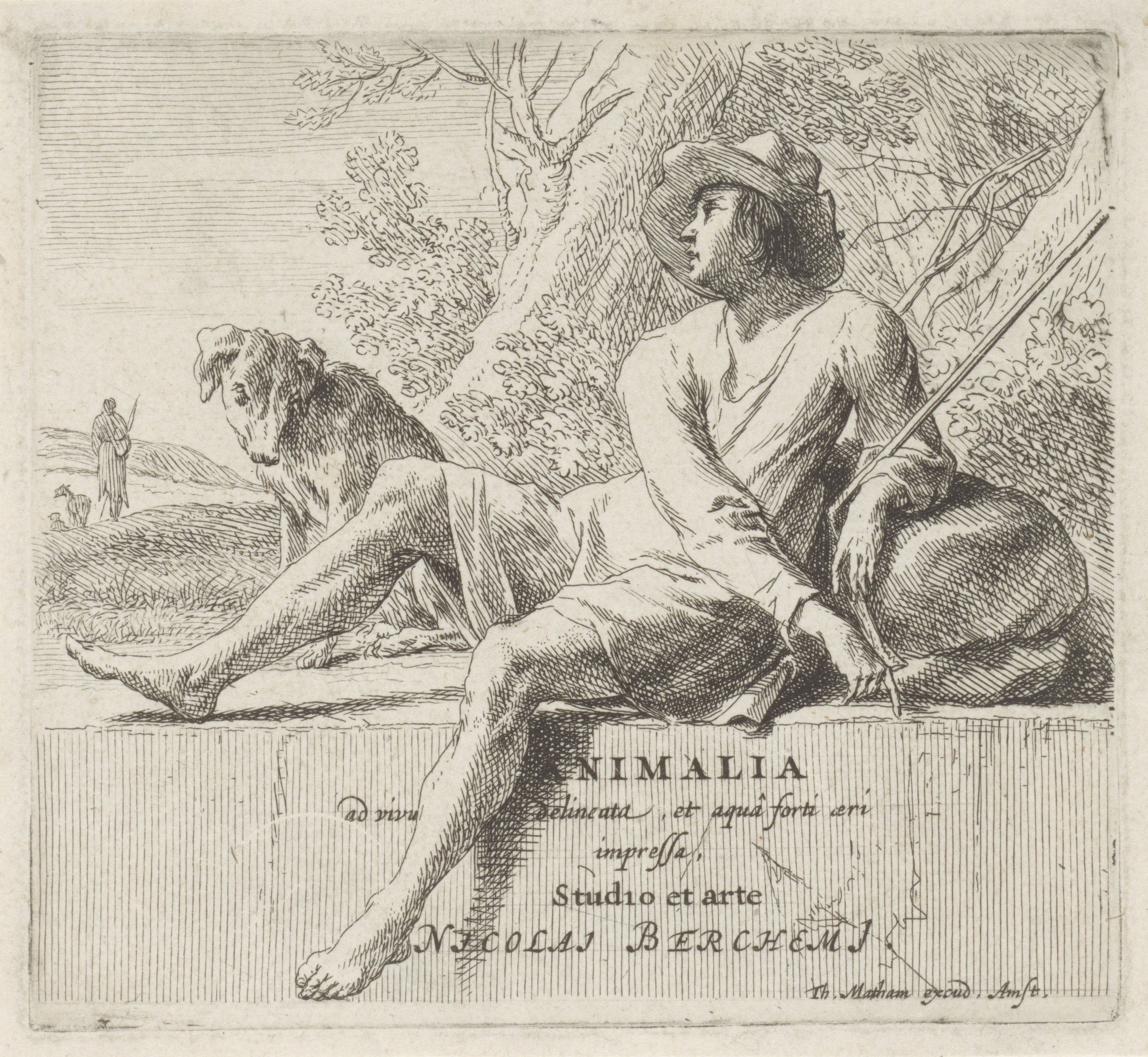
Nicolaes Berchem, Berger avec chien.

En exergue de son Voyage en Italie publié en 1816-1817, Goethe adapte la formule en éliminant l'idée même de la mort et en supprimant le verbe « être » : Auch ich in Arkadien ! (« Moi aussi en Arcadie ! »). L'éviction du verbe, et par là même de l'indication chronologique, permet de prendre ses distances avec la nostalgie du « Moi aussi, j'ai vécu en Arcadie » et avec ce qu'il contenait encore de mélancolie horatienne.
Par ce « dernier avatar du thème », où Jean-Claude Berchet reconnaît un « fantasme majeur du néoclassicisme » qui « nous mène au seuil du romantisme », le lecteur-spectateur se substitue au défunt qui repose sous l'inscription pour devenir « sujet de la parole, désormais émise au futur : Moi aussi j'irai vivre en Arcadie, pour jouir du même bonheur que ces bergers ! ». C'est en ce sens qu'il convient de lire ce Auch ich in Arkadien !, comme une invitation au voyage vers un univers de bonheur et de beauté. Si la phrase est mise au présent, elle signifie que la brièveté de la vie ne fait plus obstacle à la joie, selon Jacques Darriulat, qui commente l'exergue de Goethe en ces termes : « La sentence latine n’est donc plus affligée par la douleur du deuil, elle affirme au contraire la perfection d’un présent : Auch ich in Arkadien, moi aussi je vis en Arcadie, et le paradis est ici et maintenant. » La nature pastorale de ce paradis goethéen est illustrée par le tableau de Johann Heinrich Wilhelm Tischbein, Goethe dans la campagne romaine (1787), qui est une adaptation d'un dessin de Nicolaes Berchem datant de 1648-1652 et intitulé Berger avec chien.

### Des voyageurs et des ombres

#### Ici et maintenant
Grand admirateur de Goethe, Nietzsche a donné le titre de Et in Arcadia ego à l'aphorisme no 295 de Le Voyageur et son Ombre, écrit en décembre 1879 en appendice de Humain, trop humain, et ce paragraphe s'achève sur un hommage à Épicure. Dépeignant un paysage champêtre des Grisons « dans le calme et la plénitude du soir », Nietzsche conclut :

« La beauté tout entière inspirait un tremblement d’effroi et portait à l'adoration muette de cet instant de sa révélation ; involontairement, comme s’il n’y avait là rien de plus naturel, on plaçait des héros grecs dans ce monde de lumière pure aux contours aigus où rien ne rappelait le désir, l’attente, le regard porté en avant ou en arrière ; il fallait sentir comme Poussin […] : à la fois d’une façon héroïque et idyllique. – Et, c’est ainsi que certains hommes ont aussi vécu, ainsi qu’ils se sont continuellement sentis dans le monde, qu’ils ont senti le monde en eux, et parmi eux l’un des plus grands hommes qui soient, l'inventeur d'une façon de philosopher héroïque et idyllique tout à la fois : Épicure. »

Avec ce titre emprunté au Voyage en Italie, Nietzsche se réfère sans doute plus à Goethe qu’aux tableaux de Poussin et des autres artistes, écrit Jacques Darriulat, qui relève le vocabulaire religieux de cette évocation de la divinité de la terre, dans une épiphanie qui n'est pas celle de l’autre monde, ni d'un passé disparu ni d'un avenir utopique, mais du monde tel qu'il s’offre au regard du voyageur, ici et maintenant. L'Arcadie de Nietzsche est ici un âge d’or révolu qui redevient présent par le prodige du temps en suspens et où les héros d'une Grèce fantasmée investissent l'univers des vivants. La nostalgie du Auch ich war in Arkadien geboren de Schiller se fond dans un « c’est ainsi qu’il faut vivre ».
Si c’est à Épicure que mène la réflexion de Nietzsche, c'est parce qu'il voit en lui le sage par excellence, celui qui a su vaincre la crainte de la mort, et son Et in Arcadia ego peut se lire comme une célébration du présent : « ni un tu seras ni un tu as été, mais la béatitude d’un je suis ».

#### Egoou l'ombre d'un homme
Moi, la mort ou moi, le mort : qu'il veuille dire je suis, je fus, j'étais ou je serai, le quatrième et dernier mot du Et in Arcadia ego est sans doute celui qui a suscité le plus de conjectures. Les commentateurs s'interrogent depuis près de quatre siècles sur son identité, et, pour tenter d'élucider son mystère, ils partent en général de la seconde version de Poussin.
Pour Vladimir Nabokov, dont le roman Feu pâle (1962) évoque cette version et son interprétation par Erwin Panofsky, il s'agit de la Démence selon le personnage nommé Charles Kinbote, mais aussi de la Mort qui entre en Arcadie, le « pays vert », sous les traits d'un certain Gradus, venu de l'autre bout du monde pour commettre un assassinat.
Pour d'autres, des réponses sont peut-être à chercher auprès de la femme drapée de bleu vif et de jaune éclatant, mais aussi dans la main du berger qui effleure la pierre tombale, ou plutôt dans l'ombre de son doigt.
Poussin, féru de culture gréco-latine et proche de ce que l'on appelait à son époque les « antiquaires », n'ignorait rien des discussions érudites qui se déroulaient parmi les lecteurs de Pline l'Ancien, notamment au sujet du livre XXXV de son Histoire naturelle, consacré à la peinture et considéré comme le premier ouvrage d'histoire de l'art. Redécouverte à la Renaissance, cette somme encyclopédique a exercé pendant plusieurs siècles une influence d'autant plus déterminante qu'elle servait de référence commune aux collectionneurs et aux peintres. Or son chapitre 5 mentionne l'Arcadie pour indiquer que la peinture y a vu le jour pour la première fois : 

« La question des commencements de la peinture est obscure […]. Parmi les Grecs, les uns disent [que cet art] fut découvert à Sicyone, les autres à Corinthe, tous convenant que les commencements en furent de circonscrire par une ligne l'ombre d'un homme. Voilà quel en a été le premier état. […] L'invention du dessin au trait est attribuée à Philoclès d'Égypte, ou à Cléanthe de Corinthe. Les premiers qui le pratiquèrent furent Ardicès de Corinthe et Téléphane de Sicyone : ces artistes, sans se servir encore d'aucune couleur, jetaient dès lors des traits dans l'intérieur du contour. »

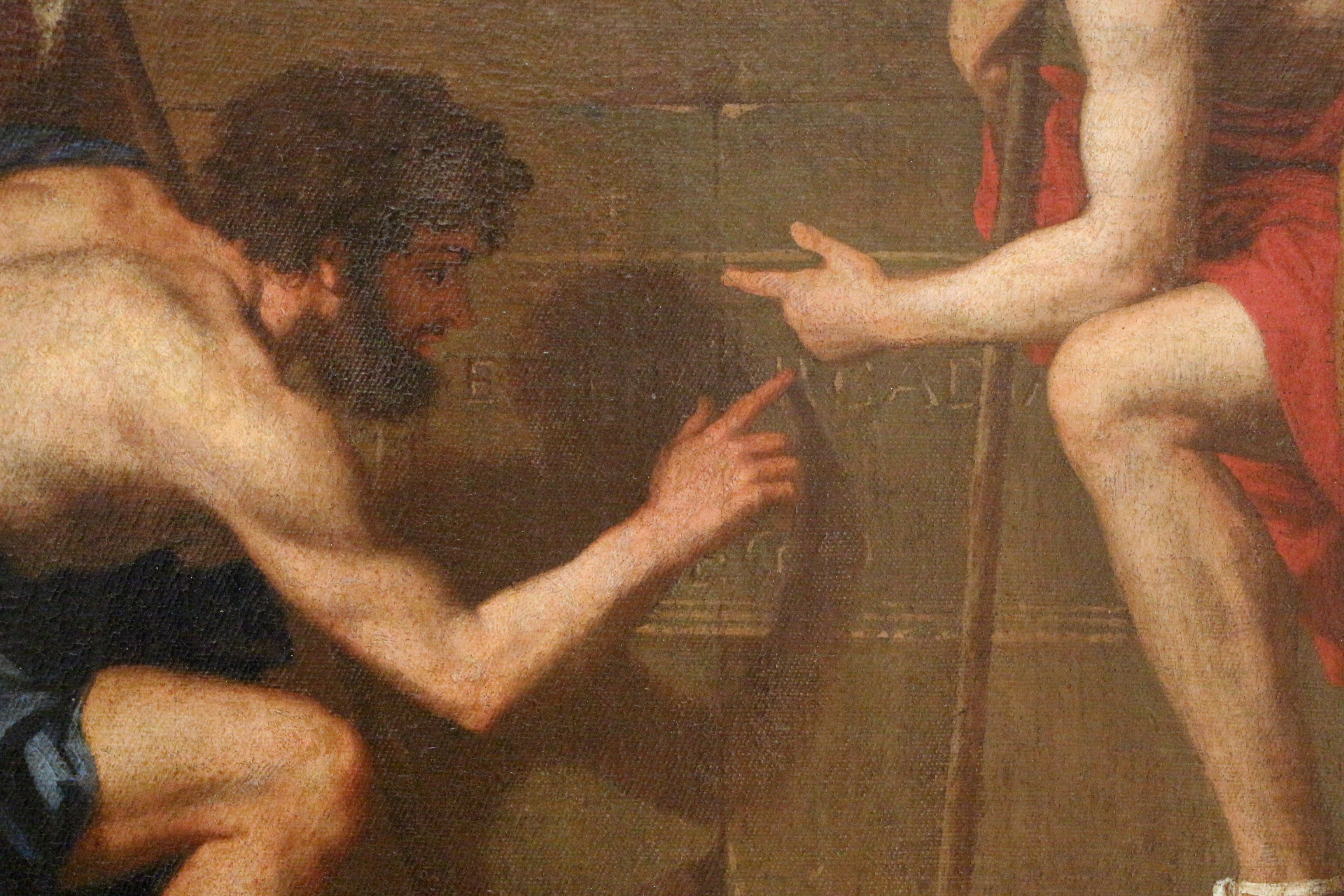
Nicolas Poussin, Et in Arcadia ego, seconde version (détail), musée du Louvre, Paris.

Connaissant les exigences de Poussin, qui attendait de son spectateur une sorte de déchiffrement éclairé, de mise en perspective mentale, plusieurs critiques, à la suite de Louis Marin et d'Oskar Bätschmann, ont suggéré un lien entre ce passage du livre XXXV de Pline et l'allégorie inhérente à la seconde version,. Ainsi, résume Olivier Bonfait, on peut voir dans le lecteur de l'inscription, dont l'index suit le tracé de son ombre, le symbole du Dessin ; dans le berger de droite, qui cherche à comprendre le sens, la personnification de l'Histoire ; et dans la femme, vêtue de deux des trois couleurs primaires, juxtaposée à la troisième, le rouge (juxtaposition où le peintre Charles Le Brun voyait une « théologie muette » de Poussin sur le thème de la grâce), une métaphore de la Peinture,. Si tel est le message de Poussin, il signifie qu'un monument sculpté ne suffit pas à apporter l'immortalité, car seul l'art en a le pouvoir, de sorte que le dernier mot de cet Et in Arcadia ego n'est autre que le pronom du peintre lui-même.

#### Le signe ultime
Au « centre du centre » de l'image, écrit Louis Marin, se trouve « le signe dernier, origine ou fin […] : Ego, Moi ». Le berger agenouillé se penche vers les mots et son index « dessine une énigmatique figure », posé sur la fissure verticale qui fend le sarcophage comme pour refléter la scission du « sujet-peintre » : le Et in Arcadia ego affirme, même dans l'Arcadie de la peinture qui peint la peinture, la présence tangible de ce « Moi, le sujet de l'œuvre, le sujet-peintre ».
Ce Moi occuperait le cœur de l’œuvre, pour Jean-Louis Vieillard-Baron, et le tombeau serait « celui d’un ego qui ne dit pas son nom », un moi qui « ne sait pas pour autant qui il est et quel est le sens de sa situation dans la nature », car « même pour l’artiste créateur, l’homme reste une énigme ». Sous une forme picturale, le tableau se présente comme « la théorie de l’art que Poussin n’a pas écrite […] mais qu’il mettait en œuvre dans son travail de peintre », une théorie de l’art placée en abyme dans le tableau lui-même. L'œuvre peut dès lors être vue comme le modèle réduit de cette théorie : à la fois son énoncé et son application.
Si l'Arcadie est le lieu utopique de l'art, le Moi, peintre mort qui repose dans le tombeau peint, survit dans la patrie des artistes immortalisés par leurs œuvres : telle est aussi la conclusion de Rudolf Wittkower. Elle entre en résonance avec celle de Panofsky commentant une œuvre de Fragonard conservée à l'Albertina de Vienne. Intitulé La Tombe, ce lavis montre « deux cupidons, probablement les âmes de deux amants arrachés l'un à l'autre », qui « s'étreignent au sein d'un sarcophage brisé » pendant que d'autres cupidons volent autour d'eux dans la lumière d'une torche nuptiale. Le cycle s'achève ici par un retournement, car Fragonard, s'il a placé la mort au centre de la scène, a choisi d'inverser le message originel du Guerchin : au « Même en Arcadie, la mort existe », il oppose : « Même dans la mort, peut exister l'Arcadie ».

## Galerie

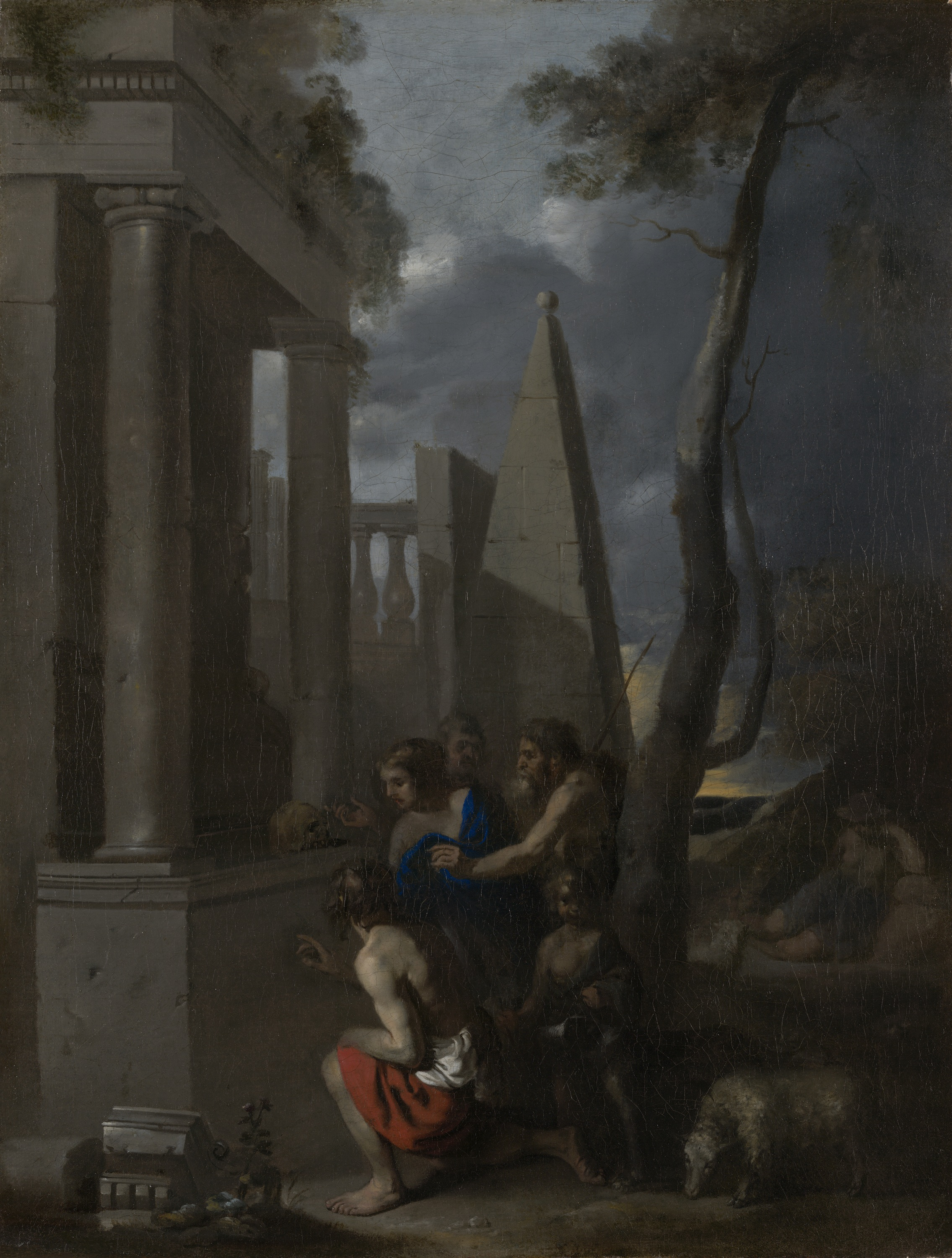
Sébastien Bourdon, Et in Arcadia ego, 1637-1638.
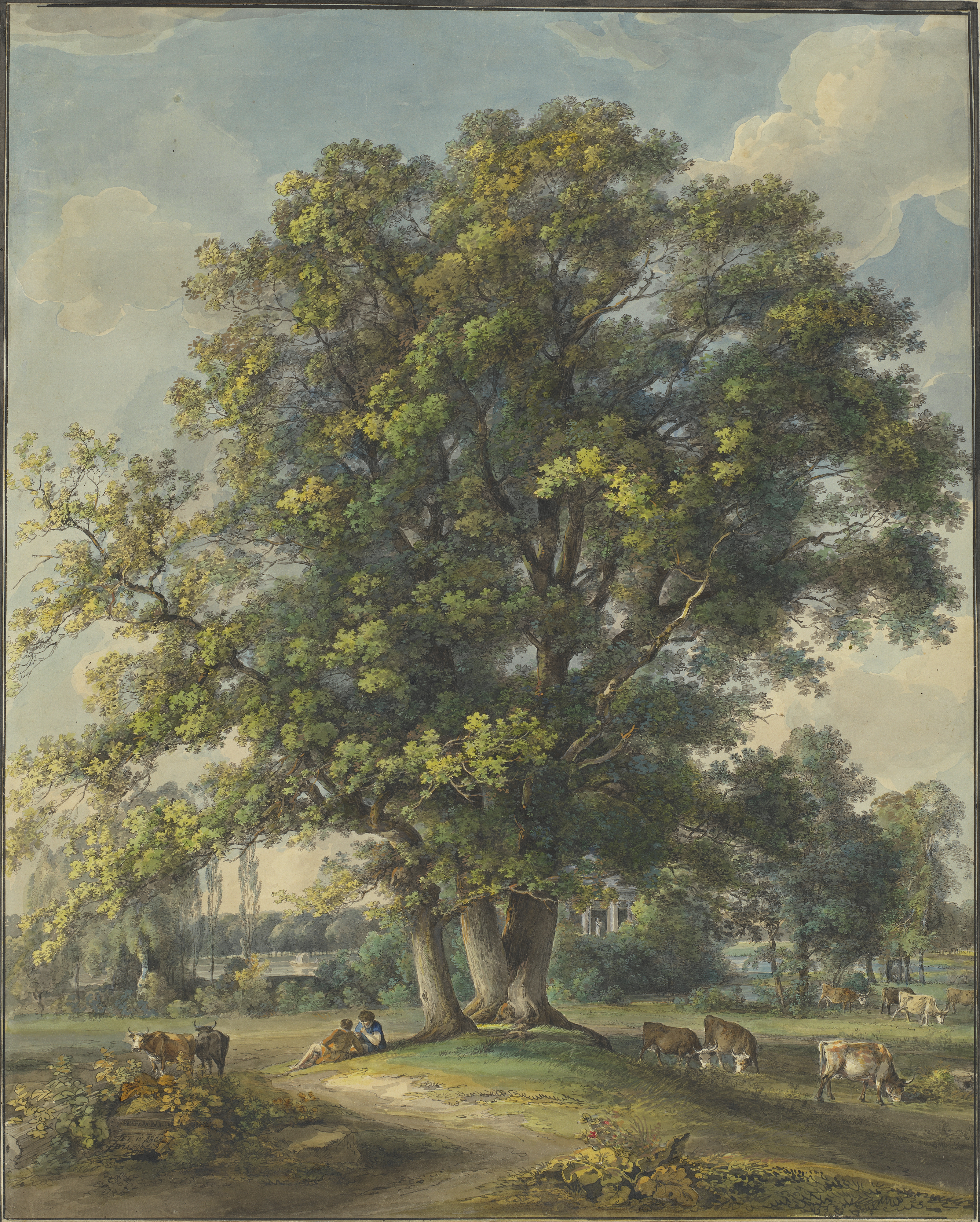
Georg von Dillis, Et in Arcadia ego, 1790-1800.
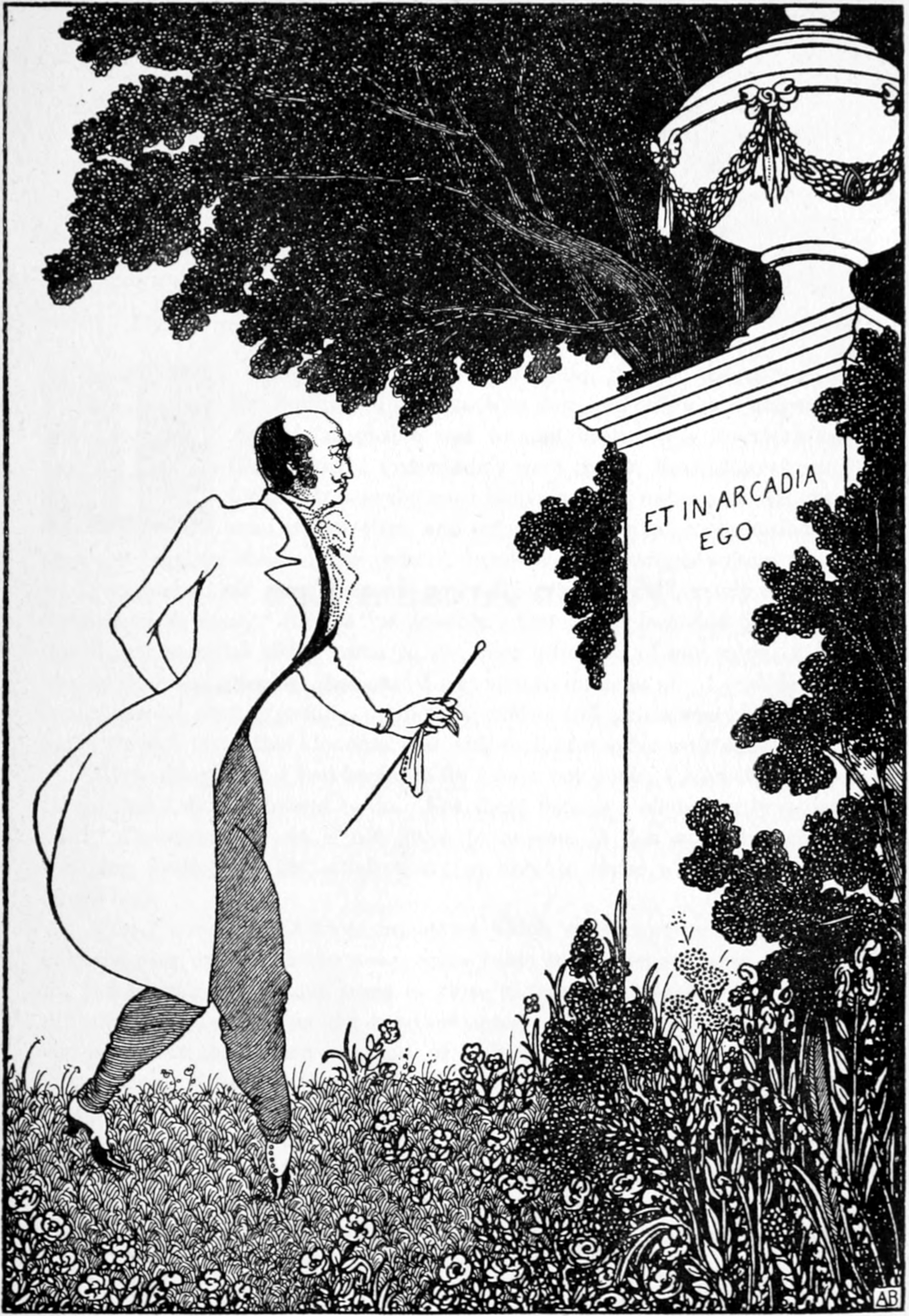
Aubrey Beardsley, Et in Arcadia ego, 1896.
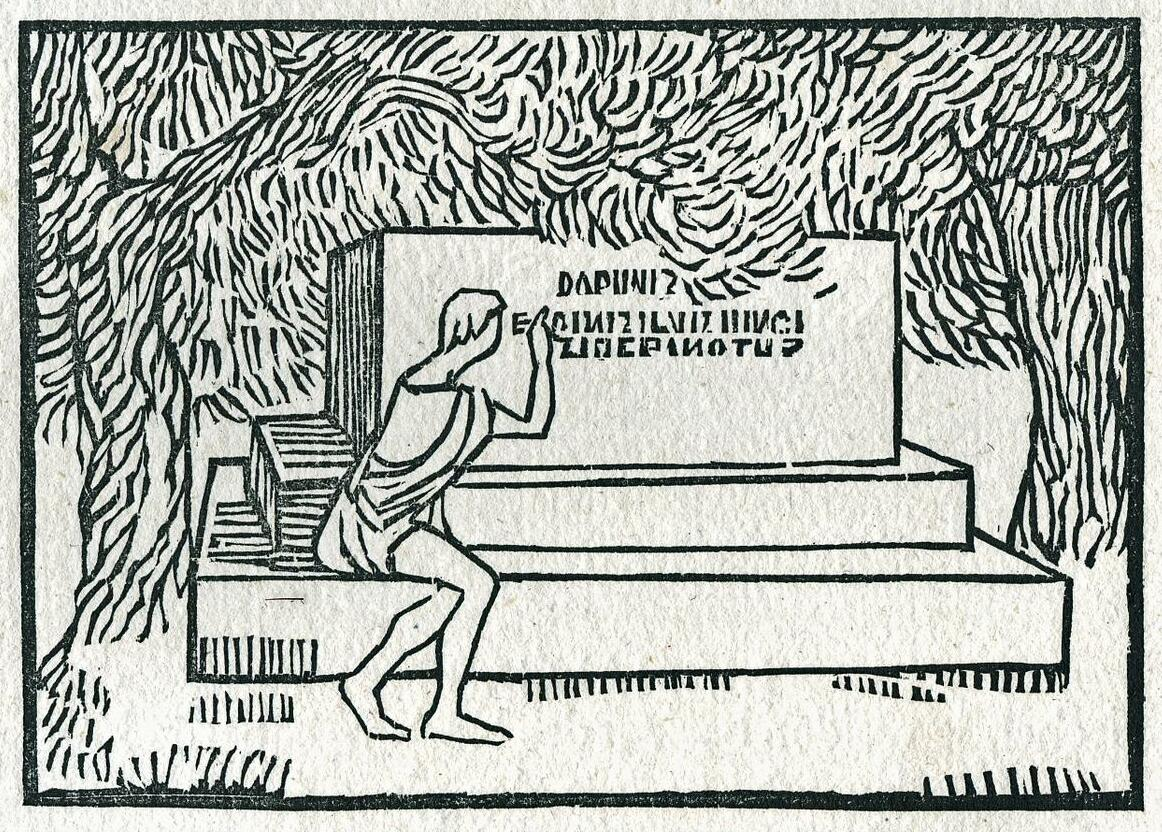
Aristide Maillol, Daphnis ego in silvis, 1927.
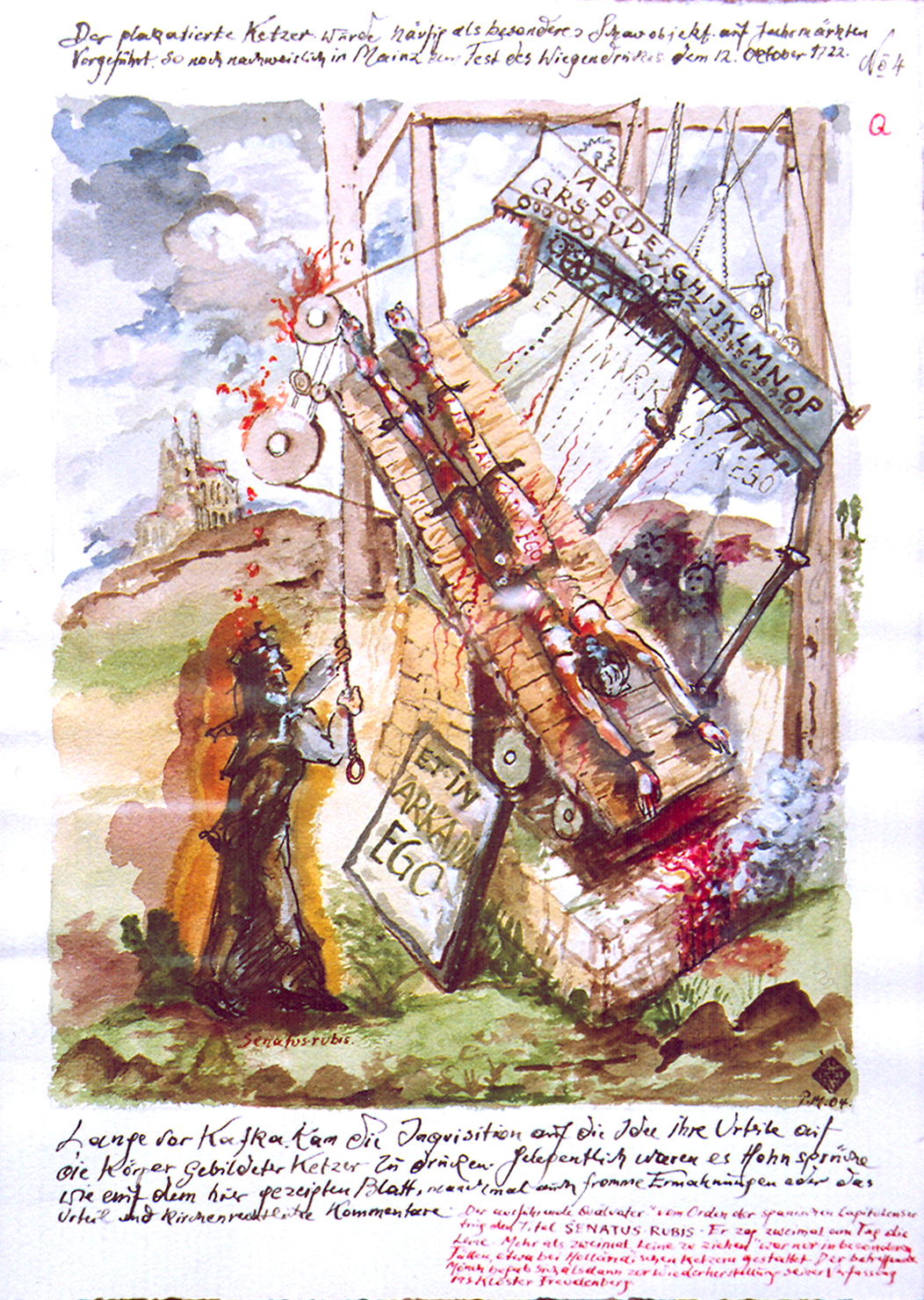
Paul Mersmann, Et in Arcadia ego, 2004.

#### Ouvrages et articles
: document utilisé comme source pour la rédaction de cet article.
- Jean-Claude Berchet, « Et in Arcadia ego ! », Romantisme, no 51,‎ 1986, p. 85-104 (DOI 10.3406/roman.1986.4810, lire en ligne).
- (en) Anthony Blunt, « « Poussin's Et in Arcadia ego » », Art Bulletin, vol. XX,‎ 1938, p. 96-100 (DOI 10.1080/00043079.1938.11408665).
- Olivier Bonfait, « Poussin aujourd'hui », Revue de l'art, no 119,‎ 1998, p. 62-76 (DOI 10.3406/rvart.1998.348378, lire en ligne).
- Jacques Darriulat, « Nietzsche : Et in Arcadia ego », sur Jacques Darriulat, 2010.
- Thibaut Gress, « Jean-Louis Vieillard-Baron : Et in Arcadia ego », sur actu-philosophia.com, 2 janvier 2011.
- Jean-Louis Hourquet, « « Que philosopher, c'est apprendre à mourir » : une autre lecture des Bergers d'Arcadie de Nicolas Poussin », Dix-Septième Siècle, vol. 2, no 263,‎ 2014, p. 301-322 (DOI 10.3917/dss.142.0301, lire en ligne).
- (de) Barbara Leisner, « Grab und Landschaft », Ohlsdorf - Zeitschrift für Trauerkultur, vol. 120, no 1,‎ février 2013 (lire en ligne).
- Louis Marin, « Le tombeau du sujet en peinture », dans Michel Costantini (dir.), La Mort en ses miroirs, Paris, Méridiens Klincksieck, 1990 (lire en ligne), p. 135-148.
- « Louis Marin/Panofsky et Poussin en Arcadie », dans Erwin Panofsky, Centre Georges-Pompidou/éditions Pandora, coll. « Cahiers pour un temps », 1983 (lire en ligne), p. 151-166.
- William Marx, « L'inscription et le tombeau », sur Collège de France, 28 janvier 2025.
- Nicolas Milovanovic et Mickaël Szanto (dir.), Poussin et Dieu, Musée du Louvre/Hazan, 2015 (ISBN 978-2-35031-506-5 et 978-2-75410-826-3).
- Marie de l'Orme, « Connu d’ici jusqu’au ciel étoilé : Et in Arcadia ego », Humanisme, vol. 3, no 336,‎ 2022, p. 101-104 (DOI 10.3917/huma.336.0101, lire en ligne).
- Erwin Panofsky, L’Œuvre d’art et ses significations, Paris, Gallimard, coll. « Folio/Essais », 1969, 620 p. (ISBN 978-2-07-0456888).
- Dominique Vaugeois, « Yves Bonnefoy critique : une dramaturgie de la pensée interprétative », Modernités, Presses universitaires de Bordeaux, no 22 « Déclins de l’allégorie ? »,‎ 2006, p. 167-184 (DOI 10.4000/books.pub.4535, lire en ligne).
- (en) Richard Verdi, « On the Critical Fortunes - And Misfortunes - Of Poussin's 'Arcadia' », The Burlington Magazine, vol. 121, no 911,‎ février 1979, p. 95-107 (JSTOR 879536, lire en ligne).
- (en) Emmy Waldman, « Who's speaking in Arcady ? The voices of Death, Dementia, and Art in Nabokov's Pale Fire », NOJ / НОЖ: Nabokov Online Journal, vol. IV,‎ 2010 (lire en ligne [archive du 29 octobre 2013]).
- « Nicolas Poussin : Les Bergers d'Arcadie », sur Réunion des musées nationaux, musée du Louvre, 21 août 2024.